# 壓力球
壓力球是給人減壓的东西，有不同的顏色，也是很多公司的紀念品。也可以稱之為分腕球、減壓壓力球、握力球、減壓球、復健球、健康球、舒解球、健康減壓球、發泡球、腕力球、彈彈波。

## 特點
- 適用於促銷品或禮贈品
- 屬於環保產品
- 客戶能以自家標示創作